# Potentiométrie
La potentiométrie est une technique de mesure permettant d'évaluer passivement le potentiel d'une solution entre deux électrodes tout en affectant la solution de manière minime. L'une des électrodes est appelée électrode de référence (son potentiel reste constant) tandis que le potentiel de la seconde (l'électrode de travail) change en fonction de la composition de l'échantillon. La différence de potentiel entre les deux électrodes permet alors d'évaluer la composition de l'échantillon.
La technique de potentiométrie met généralement en jeu des électrodes de travail rendues sélectives envers un ion d'intérêt, le fluor pour des électrodes sélectives au fluor, par exemple, et ce afin que le potentiel ne dépende que de l'activité de cet ion d'intérêt.
L'électrode potentiométrique la plus répandue est l'électrode à membrane de verre utilisée dans les pH-mètres.
Une variante de la potentiométrie est la chronopotentiométrie. Cette méthode consiste à appliquer un courant constant et à mesurer le potentiel en fonction du temps. Elle a été introduite par Weber